# Tipula (Lunatipula) gondattii
Tipula (Lunatipula) gondattii is een tweevleugelige uit de familie langpootmuggen (Tipulidae). De soort komt voor in het Palearctisch gebied.